# Pixies
Pixies är ett amerikanskt alternativt rockband bildat 1986 i Boston, Massachusetts. Bandet splittrades 1993 under bittra omständigheter men återförenades igen 2004. Pixies nådde ganska blygsamma framgångar i hemstaden, men blev desto större i Storbritannien och övriga Europa. Man lyckades dock aldrig nå mainstream-publiken med sina studioalbum. Samtliga medlemmar (Black Francis, Joey Santiago, Kim Deal och Dave Lovering) har varit med i bandet sedan bildandet.
Pixies musik influerades starkt av punk- och surfrock utmärkt av gruppens särpräglade dynamik där mjuka melodier attackerades av larmande gitarrer och viskande verser övergick i vrålande refränger. Francis var gruppens huvudsakliga låtskrivare och sångare och hade en distinkt skrikande sångröst. Han skrev ofta kryptiska sånger om udda ämnen så som UFO:n och surrealism. Referenser till mental instabilitet, våldsamma bibliska historier, fysiska skador och incest figurerade i många av bandets låtar.
Gruppen anses vara föregångare till den alternativa rockens stora genombrott och framgångar under 1990-talet även om man lade av innan boomen kom. Att Nirvanas Kurt Cobain tillsammans med flera andra alternativa band öppet gav Pixies sitt erkännande gjorde att bandets arv och influenser växte även efter det att de slutat.

## Biografi

### Bandet bildas
Pixies historia började när studenterna Joey Santiago och Black Francis delade rum på University of Massachusetts Armherst. Santiago introducerade Francis till 1970-talets punkrock och David Bowies musik och de började jamma tillsammans. Under andra året på college åkte Francis till San Juan i Puerto Rico i ett halvår som utbytesstudent men hade svårt att lära sig spanska. När han kom tillbaka till Boston hoppade han av skolan och började arbeta tillsammans med Santiago i en lagerbyggnad 1984. Under samma tid skrev Francis musik och texter med hjälp av en akustisk gitarr under resor med tunnelbanan.
De båda bildade ett band i januari 1985 och fick sällskap av Kim Deal som basist två veckor senare efter det att hon svarat på en annons där Santiago och Francis sökte en basist som gillade både folkmusikikonerna Peter, Paul and Mary och hardcorebandet Hüsker Dü. Deal var den enda som svarade på annonsen men hon dök upp till auditionen utan basgitarr eftersom hon aldrig tidigare spelat instrumentet. Hon sade att hennes tvillingsyster Kelley hade en bas hemma i Dayton men hon hade inte pengar för att hämta den. Sedan Francis hade lånat henne 50 dollar kom hon tillbaka med basen. Trion började repa tillsammans sent 1985 i Deals lägenhet, "eftersom den gamla damen på våningen över hade dålig hörsel".
Bandet försökte sedan, utan framgång, övertyga Kelley att hon skulle bli bandets trummis. Man anställde istället David Lovering, som Kim träffat på ett bröllop, efter att Kims man föreslagit honom. De fastnade för namnet Pixies när Santiago slog upp ord på måfå i en ordbok och fastnade för dess definition "mischievous little elves" (ungefär illasinnade små troll). Efter att ha använt namnet "Pixies In Panoply" ("Things on Fire" övervägdes också) kortade man ner namnet till "Pixies". När väl bandet hade enats om namn och bandmedlemmar flyttade man repningarna till Loverings föräldrars garage sommaren 1986. Deras första spelning – om vilken bandet sagt "förmodligen den sämsta spelningen i rockens historia" – var på klubben Rathskellar i Boston och de framförde tidiga versioner av "Here Comes Your Man", "Dig for Fire" och "Build High".

### Skivkontrakt ochCome on Pilgrim
Pixies upptäcktes av producenten Gary Smith från Fort Apache Studios under en konsert tillsammans med bandet Throwing Muses. Han berättade att han "kunde inte sova innan ni är kända världen runt." Bandet spelade in en 18 låtar lång demo, känd som "The Purple Tape" på grund av omslagets färg, i Fort Apaches studio snart därefter. Inspelningen, som kostade 1000 dollar, finansierades av Francis far och tog tre dagar. Kassetten delades ut till olika skivbolag och andra som kunde vara intresserade, däribland Ivo Watts-Russel på 4AD och Ken Goes som kom att bli bandets manager. Watts-Russell avstod nästan från att kontraktera bandet då han tyckte de var för normala och "för rock'n'roll" men blev övertalad av sin flickvän att göra så.
Efter att skivkontraktet med 4AD var klart valdes åtta låtar från den tidigare inspelade demon ut till en EP, Come on Pilgrim som blev bandets första skivsläpp. Titeln kom från en textrad ur låten "Levitate Me" som i sin tur var ett uttryck som den kristna musikern Larry Norman använde under sina konserter. Francis hade hört honom säga "Come on Pilgrim, du vet att han älskar dig" under en konsert på ett sommarkollo när han var ung. Senare skulle Francis spela in en cover på en av Normans låtar och även dela scen med honom under sin solokarriär som Frank Black.
På EP:n skrev Francis om sina erfarenheter från Puerto Rico, främst i låtarna "Vamos" och "Isla de Encanta", albumet innehöll texter som beskrev fattigdomen på Puerto Rico. De religiösa texter som fanns på EP:n och senare album härstammade från hans tid som pånyttfödd kristen i The Pentecostal Church.
Come on Pilgrim visade upp mycket av Pixies mångsidighet och var starten för många återkommande trender och teman i deras musik. Albumet innehåller två låtar som delvis eller till stor del sjungs på spanska ("Vamos" och "Isla de Encanta") och två sånger som öppet nämner incest ("Nimrod's Son" och "The Holiday Song"). Låten "I've Been Tired" innehåller metaforiska anspelningar på sex och rock'n'roll-kulturen. Låtarna "Caribou", "Nimrod's Son" och "The Holiday Song" har religiösa teman. Förutom de textmässiga egenheterna visar Come on Pilgrim upp Santiagos excentriska gitarrspel (till exempel på "Vamos"), Kim Deals söta melodier (efter att nyligen ha gift sig använde sig Deal av pseudonymet "Mrs. John Murphy" på de första Pixies-skivorna som ett ironiskt feministiskt skämt) och Black Francis häpnadsväckande röstomfång, från skrikande till enkla traditionellt sjungna melodier.

### Surfer RosaochDoolittle
Efter Come on Pilgrim släppte bandet sitt första fullängdsalbum, Surfer Rosa. Efter att ha blivit tipsad av en kollega på 4AD anställde Watts-Russel Steve Albini som producent. Albumet tog fjorton dagar att spela in och släpptes i mars 1988. Albini blev senare känd för att ha producerat Nirvanas In Utero efter önskemål att Kurt Cobain, som angett Surfer Rosa som en av sina huvudsakliga musikaliska influenser. Cobain uppskattade speciellt albumets naturliga och kraftfulla trumljud – vilket var ett resultat av Albinis producerande. Surfer Rosa gav Pixies uppmärksamhet runt om musikvärlden och de båda brittiska musiktidningarna Melody Maker och Sounds gav Surfer Rosa utmärkelse för årets bästa album. Framgångarna gjorde att bandet skrev ett distributionsavtal för Nordamerika med det stora skivbolaget Elektra Records till efterföljande skivsläpp.
Precis som Come on Pilgrim innehöll skivan vitt skilda genrer, men trots det hade Surfer Rosa musikaliskt och till temat stora likheter med debut-EP:n. Från den trumdrivna "Bone Machine", som uppvisade Francis kännetecknande benägenhet för surrealistiska texter, till poppiga gitarrbaserade låtar som till exempel "Broken Face", "Break My Body" och "Brick is Red" märks likheterna. Albumet innehåller även tyngre material som till exempel "Something Against You", med Black Francis förvridna skrikande framförande av vissa stycken i låten, och musiktidningen Q har listat Surfer Rosa som ett av de 50 Heaviest Albums of All Time (50 tyngsta albumen genom tiderna.) En nyinspelning av låten "Vamos" – en låt som var med på Come on Pilgrim – finns med på skivan. Spåret "You Fuckin' Die! (I Said)" (på vissa versioner av albumet känd som "Bonus Track" eller "Untitled") som ligger mot slutet av albumet är en av slumpen inspelad studiokonversation mellan Francis och Deal där de pratar vänskapligt och skojsamt. Trots titeln på spåret märks inget av den spänning mellan de två som senare skulle driva bandet isär.
Surfer Rosa innehöll de populära låtarna "Gigantic" – bandets första singel och en av få låtar där basisten Kim Deal var sångare – "River Euphrates" och "Where Is My Mind?" som kanske är bandets mest kända låt efter att ha spelats i slutscenen av filmen Fight Club.
Då albumet mottogs bra av kritikerna åkte Pixies till England för att vara förband åt Throwing Muses på deras europaturné "Sex and Death" som startade i London. Turnén besökte även Nederländerna där Pixies var så pass stora att de själva kunde vara huvudakt. Francis har sagt "Holland var det första landet jag slog igenom med Pixies i". Med på spellistan fanns nya låtar som "In Heaven", "Hey", och "Wild Honey Pie" och kom att innehålla en del internskämt från bandets sida som till exempel när man spelade låtarna i alfabetisk ordning. De tidigare nämnda låtarna spelades in under en "peel session" på BBC och de kom snart att göra ytterligare ett besök i studion och spelade då in  "Dead", "Tame", "There Goes My Gun" och "Manta Ray". Man gjorde totalt sex "peel sessions" och gav ut en skiva, Pixies at the BBC, med utvalda delar.
Omkring den här tiden lärade Pixies känna den brittiska producenten Gil Norton som senare skulle producera bandets andra studioalbum Doolittle (som hade arbetsnamnet "Whore".) Doolittle spelades in under de sista sex veckorna av 1988 och ses som ett avsteg från det råa ljudet hos Come on Pilgrim och Surfer Rosa. Albumet hade ett mycket renare ljud vilket till stor del berodde på Nortons produktion och en inspelningsbudget som var fyra gånger större än den för Surfer Rosa, 40 000 dollar. En stor del av skivans tema och stil liknade det tidigare albumet och flera av låttitlarna, "I Bleed", "Wave of Mutilation" och "Gouge Away", verkade frammana mentala bilder av blodsutgjutelse och lemlästning.
Första spåret på Doolittle var "Debaser", en hyllning till Luis Buñuel och Salvador Dalís surrealistiska film Den andalusiska hunden från 1928. "Debaser" är kanske bandets högst aktade sång; i mars 2005 hamnade den på plats 21 på musiktidningen Qs lista 100 Greatest Guitar Tracks. Albumet innehöll även singeln "Here Comes Your Man" som var en ovanligt käck och popig låt från bandets sida. Tack vare låten var det nära att Pixies fick uppträda mimande låten på talkshowen Wogan, vilket resulterade i en parodisering i låtens musikvideo. "Monkey Gone to Heaven", som är enda Pixies-låten som innehåller stråkinstrument, blev en top-10 hit på amerikansk radio, nådde Top 100-listan i Storbritannien och spelas fortfarande på radio. Låten "Silver" blev Deals enda bidrag till skivan (hon skrev låten tillsammans med Francis) och hon spelar slidegitarr medan trummisen Dave Lovering spelar bas. På den för bandet otypiska kärlekslåten "La La Love You" agerar Lovering sångare.
Doolittle fick, precis som Surfer Rosa, ett varmt mottagande av både fans och musikkritiker och är kanske bandets bäst säljande skiva. Den 10 november 1995 hade det sålt guld enligt Recording Industry Association of America. 2003 hamnade det på plats 226 på Rolling Stones lista The 500 Greatest Albums of All Time. Albumet placerade sig även på tidningen Qs lista 100 Greatest Albums Ever.

### Uppehåll

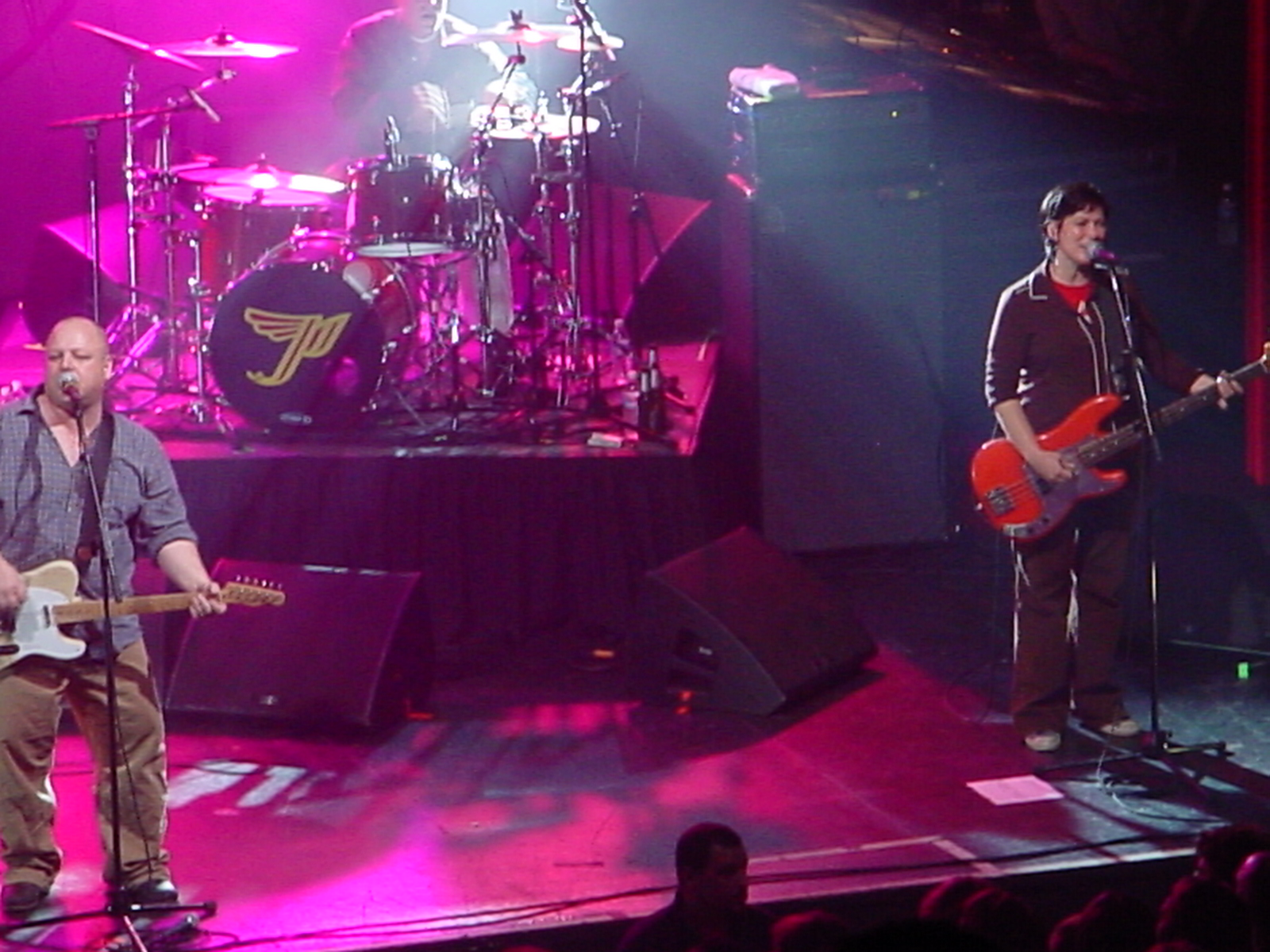
Efter bland annat spänningar mellan Francis (till vänster) och Deal (till höger) tog Pixies en Paus

Det var efter Doolittle som spänningarna mellan Deal och Francis blev uppenbara (Francis kastade exempelvis en gitarr på Deal under en konsert i Stuttgart), och Deal blev nästan sparkad från bandet. Santiago förklarade situationen i en intervju i tidningen Mojo:
| ” | Kim var envis och ville ha med sina låtar, utforska sin värld. Jag tror att Charles [Black Francis] såg det som att bandet gjorde pizzor, inte kakor. Vi skulle till och med sparka henne innan vi spelade in Bossanova, efter en spelning i Frankfurt där vi hittade henne i sitt hotellrum utan någon avsikt att spela. Men vår advokat övertygade oss att försöka lösa det, ge henne en varning eller nåt. Du vet, jag blockerade den händelsen i huvudet, det var för starkt för mig. Kim kunde inte tro på att jag var med på det hela men jag sa till henne att hon inte verkade lycklig, så varför stanna kvar? Till slut förstod Kim att det var Charles grej, han var sångaren. Men de slutade liksom prata efter det där. | „ |

Under "Fuck or Fight"-turnén i USA som var avsedd att marknadsföra Doolittle tog bandets hektiska schema ut sin rätt på bandmedlemmarna; Pixies hade spelat in tre album på två år och samtidigt turnerat konstant. I slutet av turnén 1989 under en konsert i hemstaden Boston var Deal berusad och Santiago slog sönder sitt instrument och stormade av scenen. Efter turnéns sista spelning i New York var bandet för utmattade för att vara med på avslutningsfesten kvällen efter och man tillkännagav snart att man skulle ta en paus.
Under tiden reste Santiago till Grand Canyon för att "finna sig själv" och Lovering åkte till Jamaica på semester. Francis köpte en gul Cadillac och åkte genom USA med sin flickvän (på grund av flygrädsla) samtidigt som han uppträdde som soloartist för att samla ihop pengar till möbler till sin nya lägenhet i Los Angeles. Deal bildade ett nytt band, The Breeders, som fick sitt namn efter ett band hon startat tillsammans med sin syster när de var tonåringar. Tanya Donelly från Throwing Muses, Josephine Wiggs från Perfect Disaster och Kims tvillingsyster Kelley var medlemmarna. The Breeders debutalbum, Pod, släpptes senare samma år.

### BossanovaochTrompe le Monde
Efter Doolittle började Francis begränsa Deals bidrag till bandet och själv ta mer kontroll över vad Pixies gav ut. På de första tre albumen hade Deal skrivit delar av innehållet men när Bossanova släpptes 1990 hade Francis skrivit alla låtar själv. Deal var inte glad över detta och tillkännagav att bandet skulle splittras när de stod på scenen vid nästa turné. En splittring var dock inte aktuell. Pixies var populärare än någonsin och under en konsert på Reading- och Leedsfestivalerna (där bandet var ett av huvudnumren) 1990 framförde man en väldigt entusiastisk version av låten "Debaser", något som har kommit att bli legendariskt bland fansen.
De teman som låtarna tog upp skilde sig från tidigare album, kanske på grund av att Deal inte skrivit något, till en mer science fiction och surrealistisk fokus på UFO:n och bortförande. Albumets musikaliska stil var inspirerad av surfrock och albumets första låt "Cecilia Ann" var en cover av gruppen The Surftones. Över huvud taget var den musikaliska delen av Bossanova ett avstamp från tidigare album. Låtar som "Havalina" och "Ana" visar till exempel upp en drömsk sida av bandet och Francis sång var mer tonfull (även om hans kännetecknande skrikande återfanns på "Rock Music"). Låten "Dig For Fire" var enligt Francis en hyllning till Talking Heads. Santiagos gitarrspel var mindre framträdande än tidigare och de vilda solon som återfunnits på Come on Pilgrim och Surfer Rosa var spårlöst försvunna. Låten "Allison" var en hyllning till en av Francis musikaliska hjältar, Mose Allison (en amerikansk jazz- och bluesartist). Låten handlar om rymden och universum, teman som Allison själv ofta hade med i sina låtar.
Bandet fortsatte att turnera och trots tidigare hot om att bandet skulle sluta kom ytterligare ett album. Trompe le Monde släpptes 1991 (och saknade även det bidrag från Deal) och blev till en början inte lika väl mottaget som tidigare album. Innan albumet släpptes ryktades det som att Pixies låtit sig inspireras av heavy metal, och ryktena svalnade inte heller när låten "Planet of Sound", som är en av bandets tyngre låtar, släpptes några månader innan albumet.
Trompe le Monde utvecklade inriktningen mot UFO:n och science fiction som man påbörjat tidigare och innehöll även låtar om rymdfärder ("Planet of Sound" och "Motorway to Roswell" som handlar om en utomjordisk semester som går fel.) Låtar som "Bird Dream of the Olympus Mons" och "Lovely Day" var skrivna på ett likartat sätt som på Bossanova. På albumet närmade man sig även mainstreammusiken med låtar som "Palace of the Brine" och "Trompe Le Monde". På låtarna "U-Mass" och "Alec Eiffel" spelade Eric Drew Feldman keyboard — något som skulle vara otänkbart under bandets tidiga karriär. Albumet innehöll även en cover av The Jesus and Mary Chains låt "Head On". Trompe le Monde skulle bli Pixies sista studioalbum före bandets upplösning.
Efter Trompe le Monde bidrog bandet med en cover av Leonard Cohens "I Can't Forget" till hyllningsalbumet I'm Your Fan och gav sig ut på en utsåld vinterturné i USA som avslutades med ett TV-framträdande på The Tonight Show Starring Johnny Carson. Man deltog även som förband åt idolerna U2 på deras Zoo TV turné. Spänningarna mellan bandmedlemmarna ökade dock och i slutet av året tog man ledigt för att fokusera på sina egna projekt.
I en radiointervju med BBC i januari 1993 tillkännagav Francis, utan de övriga bandmedlemmarnas kännedom, att Pixies hade slutat. Efteråt ringde han upp Santiago för att berätta och faxade beslutet till Deal och Lovering. Senare ångrade Francis att han splittrade bandet på det här sättet eftersom han inte gav de andra medlemmarna en möjlighet att diskutera saken.

### Efter uppbrottet
Black Francis ändrade namn till Frank Black och släppte tre soloalbum innan han bildade bandet Frank Black and the Catholics tillsammans med Scott Boutier, Eric Drew Feldman, Rich Gilbert, David McCaffrey, och Dave Phillips. Gruppen släppte sex album med en mer avskalad, countryinriktad stil än Blacks soloalbum. 2005 släppte han sitt fjärde soloalbum, Honeycomb, med en tillbakadragen Rhythm and blues-aktig stil. Han släppte ett dubbelalbum från samma inspelningssession, Fast Man Raider Man den 19 juli 2006. 
Kim Deal återvände till The Breeders och fick en hit med låten "Cannonball" från det platinasäljande albumet Last Splash 1993. Man kämpade sedan i flera år att göra ytterligare album, främst på grund av Deals tvillingsyster Kelleys kamp med sitt heroinmissbruk. När The Breeders tagit paus bildade Deal gruppen The Amps och släppte gruppens enda album Pacer 1995. Ett nytt Breedersalbum, Title TK, släpptes till slut 2002 med endast Kim och Kelley kvar från den ursprungliga banduppsättningen.
Dave Lovering blev magiker och gjorde några framträdanden som "The Scientific Phenomenalist" och visade experiment på scenen. Då och då agerade han även förband till både Frank Black och The Breeders. Lovering fortsatte att spela trummor och medverkade på ett av Tanya Donellys soloalbum.
Joey Santiago spelade gitarr på ett av Frank Blacks soloalbum och även på andra album som till exempel indierock musikern Charles Douglas Statecraft. Santiago skrev även musik till olika tv-serier på Fox och bildade bandet The Martinis tillsammans med sin fru, Linda Mallari. De släppte albumet Smitten 2004.
Efter att bandet splittras släppte skivbolagen 4AD och Elektra Records flera samlingsalbum som till exempel Death to the Pixies, Complete B-Sides och Pixies at the BBC.

### Återförening

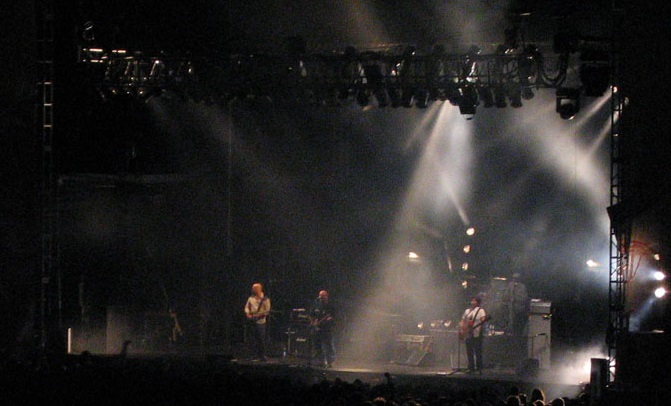
Pixies uppträder i Seattle 2004.

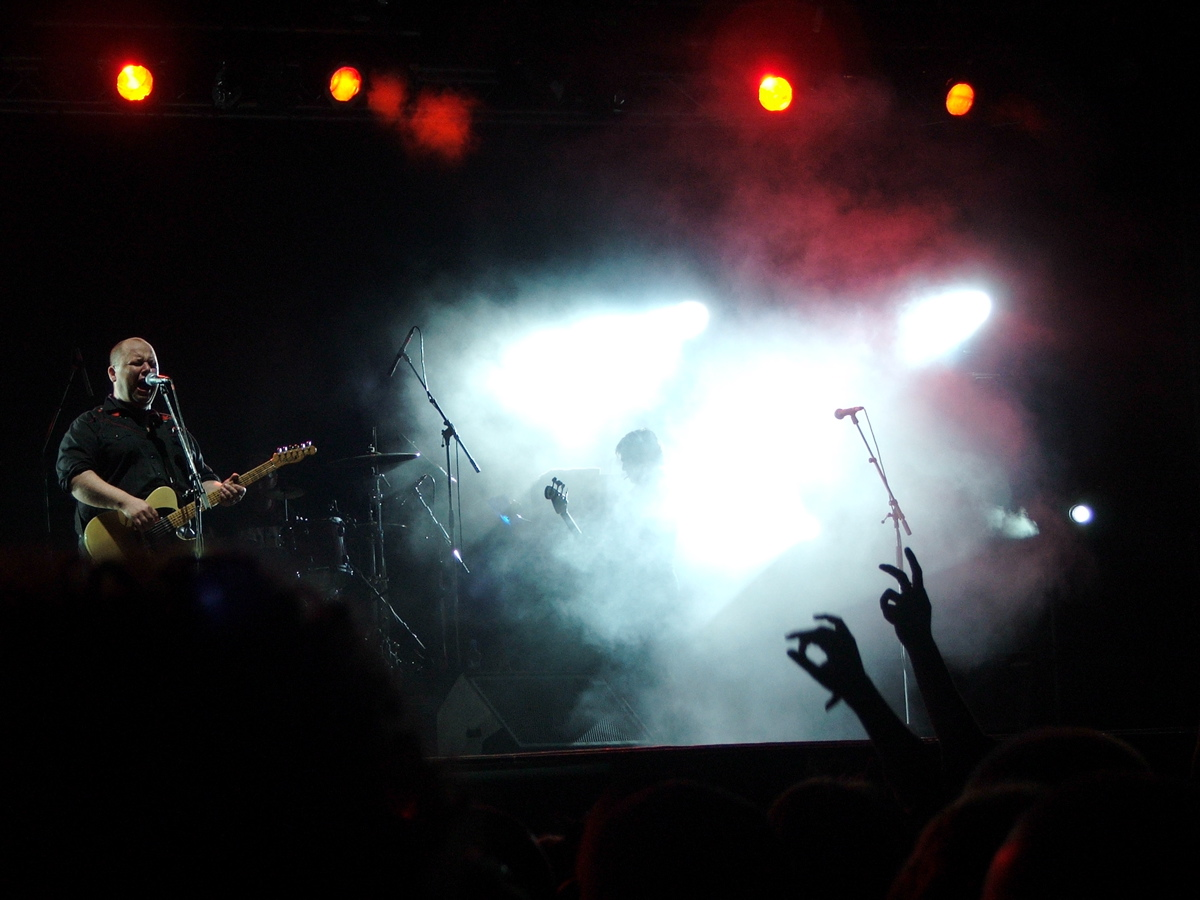
Frank Black under Pixies återföreningsturné. Här på Pohoda music festival i Slovakien i juli 2006.

Under de elva år som följde splittringen gick ständiga rykten om att bandet skulle återförenas. Även om Frank Black oavbrutet avvisade ryktena började han inkludera en allt större mängd Pixieslåtar i sina konserter med The Catholics och vid några tillfällen bidrog Santiago och Lovering till hans soloprojekt. Sent 2003 släppte Black ett pressmeddelande genom sin publicist som officiellt bekräftade att bandet skulle återförenas våren 2004. Pixies spelade sin första återföreningskonsert på The Fine Line Music Cafe i Minneapolis, Minnesota den 14 april 2004, och en uppvärmningsturné genom USA och Kanada följdes av uppträdande på  Coachella Valley Music and Arts Festival. Återstoden av 2004 tillbringade bandet med att turnera i Brasilien, Europa, Japan och USA.
I juni 2004 släppte bandet en ny singel, "Bam Thwok", exklusivt för nedladdning genom iTunes Store. Låten nådde förstaplatsen på Storbritanniens nedladdningslista. 4AD släppte samlingsalbumet Wave of Mutilation: The Best of the Pixies och en DVD. Bandet bidrog även med en version av "Ain't That Pretty At All" för en hyllningsskiva till Warren Zevon.
Under 2005 deltog Pixies på musikfestivalerna Lollapalooza och Sasquatch!. Man uppträdde även på europeiska festivaler som till exempel Reading- och Leedsfestivalerna och i Edinburgh på T on the Fringe. I augusti framförde man en helt akustiskt konsert (efter en uppvärmningskonsert i Albany, New York) på Newport Folk Festival.
Pixies fortsatte att turnera 2006 och 2007 vilket kulminerade i bandets första konsert någonsin i Australien. Efter flera misslyckade försök att spela in ett nytt studioalbum, började Black i början av 2008 i intervjuer konstatera att återföreningen var slut.
I mars 2009 bekräftades det dock att Pixies skulle spela på 2009 års upplaga av Isle of Wight Festival. De spelade också på festivalen Where The Action Is i Stockholm 13 juni samma år. Den 21 april 2009 bekräftade bandet att man skulle släppa en samlingsbox innehållandes samtliga av bandets tidigare album plus en del extramaterial. Albumet är tillgängligt för förhandsbeställning från och med 15 juni 2009.
I oktober 2009 firade bandet 20-årsjubileet av albumet Doolittle genom att hålla en liten turné i Europa, då man bland annat besökte London, Glasgow, Amsterdam, Dublin och Stuttgart.
I juni 2009 bekräftade Black Francis i en intervju med musiktidningen NME att Pixies skulle påbörja inspelningen av ett sjätte studioalbum någon gång under 2010.

## Musikalisk stil
Även om Pixies musikaliska stil har ändrats under årens lopp räknas bandet som ett alternativt rockband jämte liknande artister som till exempel Throwing Muses. Bandet utforskade många olika stilar även om många låtar karaktäriserades av Francis distinkta skrikande sång, Deals lätta bakgrundssång (på låtar som till exempel "I Bleed" och "Debaser") och Santiagos nyckfulla gitarrspel. Stilen har utvecklats från Come on Pilgrim och Surfer Rosas indierock till mer science fiction-inriktad rock på Bossanova och Trompe le Monde. De har även prövat på andra stilar som surfrock ("Cecilia Ann" på Bossanova), rock ("U-Mass", Trompe le Monde) och pseudo-metal ("Planet of Sound", Trompe le Monde).

### Influenser
Pixies har hämtat influenser från en rad olika artister och genrer och alla medlemmarna kom från olika musikaliska bakgrunder. Francis lyssnade på The Beatles och nämnde Iggy Pop som sin största influens under en intervju med musiktidningen Mojo samtidigt som Santiago lyssnade på punk från 1970- och 1980-talet och hade artister som Black Flag och David Bowie som favoriter. Deals musikaliska bakgrund var country, hon hade startat ett countryband med sin syster i tonåren. Folkmusik har också influerat Pixies, Francis lyssnade ofta på Larry Norman och när bandet sökte en basist ville ha någon som tyckte om folkmusiktrion Peter, Paul and Mary. Francis nämner även Lou Reed på låten "I've Been Tired" från Come on Pilgrim.
Film har också haft inflytande på Pixies; Francis anger surrealistiska filmer som Eraserhead och Den andalusiska hunden (som nämns i låten "Debaser") som influenser. Han kommenterade dessa influenser (vilka främst märks på Doolittle) med att han "hade inte tid att sitta och läsa surrealistiska romaner" utan fann det lättare att titta på tjugo minuter långa filmer istället. I en intervju med Melody Maker hävdade han att bandmedlemmarna var "surrealister": "avantgarde kanske tilltalar människor från vår ekonomiska bakgrund för vi avfärdar de gamla kristna värderingarna, men vi är fortfarande förvirrade som fan."

### Låtskrivande och sång
De flesta av Pixies låtar skrevs och sjöngs av Francis, vars låtskrivande karaktäriserades av ett fokus på bibliskt våld ("Dead", "Gouge Away") och incest ("The Holiday Song", "Nimrod's Son"). Han kommenterade senare detta i en intervju med Melody Maker: "Det är alla de där karaktärerna från gamla testamentet. Jag är besatt av dem. Jag vet inte varför det kommer fram så mycket."
Han skrev också om vanliga ämnen som havet ("Where Is My Mind?" och "Wave of Mutilation") och jordbävningar ("Here Comes Your Man"), under bandets tidiga karriär (tiden runt Come on Pilgrim) fanns även kristna teman med i vissa låtar ("Levitate Me"). Senare började han fokusera mer på science fiction och teman som utomjordingar ("Motorway to Roswell") och UFO:n ("The Happening").
Deal skrev och sjöng på "Gigantic" och bandets senaste låt "Bam Thwok". Hon Sjöng även på "Silver" som hon skrev tillsammans med Francis och på "Into the White" (skriven av Francis) och Neil Young-covern "I've Been Waiting For You". Lovering sjöng på "La la Love You" och "Make Believe" som båda skrevs av Francis.

### Coverversioner
Pixies spelade in ett flertal covers: "Wild Honey Pie" (The Beatles), "Ain't That Pretty At All" (Warren Zevon), "Winterlong" och "I've Been Waiting For You" (Neil Young), "I Can't Forget" (Leonard Cohen), en spanskspråkig version av "Evil Hearted You" (The Yardbirds), "Head On" (The Jesus and Mary Chain), "Cecilia Ann" (The Surftones), "Born in Chicago" (The Paul Butterfield Blues Band), "In Heaven (The Lady in the Radiator Song)" (från filmen Eraserhead), och "Theme from NARC" (från arkadspelet NARC).

### Instrument och utrustning

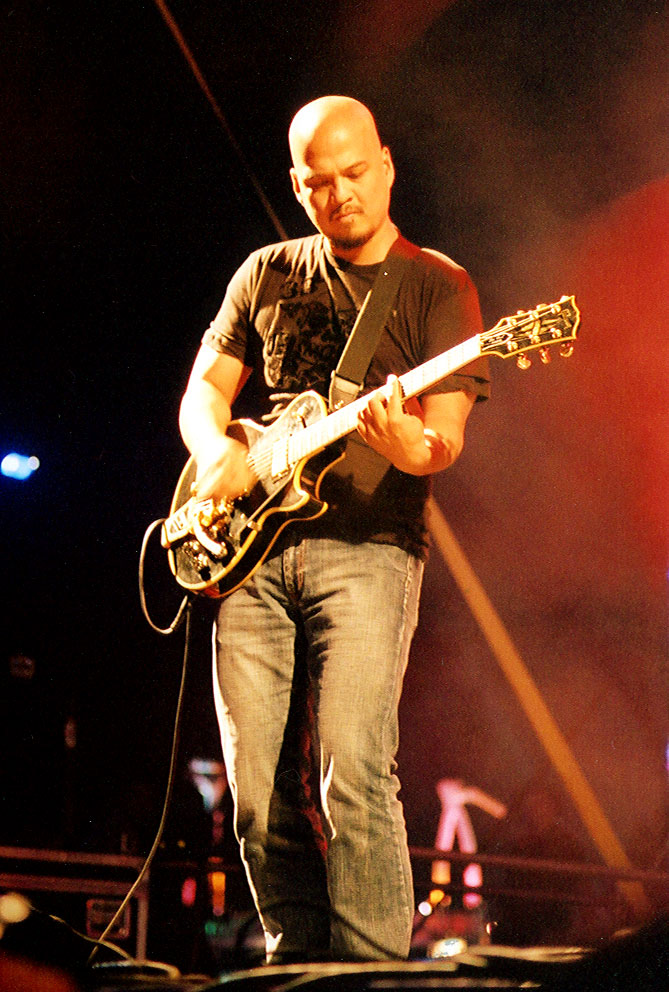
Joey Santiago

Pixies musik spelas med fyra instrument. Francis, gruppens frontfigur, spelar kompgitarr och använder antingen en Fender Telecaster, en Fender Mustang eller en Fender Jaguar med förstärkaren Marshall JCM 800 eller Vox AC30. Santiago är bandets sologitarrist och använder Gibson Les Paul-gitarrer (han äger tre stycken), men han äger även en Gibson ES-335, med förstärkare från Marshall eller Pearce GR. Basisten Deal använder antingen en Fender Precision eller en Music Man Stingray. Trumslagaren Lovering använder ett trumset från Pro Prestige.
Allt eftersom deras karriär gick framåt, med början på "Monkey Gone to Heaven" (från Doolittle), använde bandet sig av andra, ofta ovanliga, instrument och experimenterade mer med sitt sound. På nämnda "Monkey Gone to Heaven" användes till exempel stråkinstrument. På låten "Velouria" från Bossanova användes en theremin, på "Alec Eiffel" och "U-Mass" användes en keyboard (som spelades av Eric Drew Feldman) och på senaste singeln "Bam Thwok" finns ett orgelsolo med efter ungefär halva låten.

## Eftermäle
Trots att Pixies släppte relativt få studioalbum hade de en stor påverkan på den alternativa rockens genombrott på 1990-talet som startade med Nirvanas "Smells Like Teen Spirit". Gary Smith, som producerade Pixies första skivsläpp, Come on pilgrim, kommenterade bandets påverkan och arv (från 1997):
| ” | Jag har hört sägas om The Velvet Underground att även om inte så många köpte deras album så startade alla som gjorde det ett band. Jag tror att det stämmer ganska bra in på Pixies också. Det visade sig att Charles hemliga vapen inte var så hemligt trots allt och snart började flera band utnyttja strategin med en bred dynamik i musiken. Det blev som en ny formel för popmusik och snart kom "Smells Like Teen Spirit och flög upp för försäljningslistorna och till och med medlemmarna i Nirvana har sagt att det lät väldigt mycket som en Pixies-låt. | „ |

Pixies tillskrivs ofta att ha populariserat den extrema dynamik, timingen och tempot som senare kom att definiera den alternativa rocken; Pixies låtar innehåller ofta tysta, tillbakadragna verser och explosiva, skrikande refränger. Att musiker som David Bowie, Radiohead, U2, Weezer, Nirvana och kritiker som Graham Linehan uttalat sig positivt och/eller gjort covers av deras låtar talar om hur uppskattade Pixies var av både musiker och musikkritiker. Bob Mould från Hüsker Dü (som Pixies själva såg som en stor influens) sa att han "var ett stort Pixies-fan" och när Radioheads Thom Yorke fick reda på att Pixies hade planer på att spela före dem på Coachella Valley Music and Arts Festival sa han:
| ” | Nej! Det är helt enkelt inte rätt! Att Pixies ska vara förband åt oss är som om The Beatles skulle vara det. Jag tillåter det inte. Det finns inte en chans att vi kan följa upp Pixies! | „ |

Under samma festival sade Yorke att när han gick i skolan hade "Pixies förändrat hans liv." Andra medlemmar i Radiohead har också pekat ut Pixies som en influens och Yorke kommenterade: "Om vi alla gillade Pixies och inget annat skulle det vara ganska uppenbart hur vi som band skulle låta."
När man turnerade med U2 1992 fick Pixies en lapp från bandet där det stod: "Fortsätt gräv efter eld [en anspelning på Pixies låt "Dig for Fire"]. Vi älskar er." David Bowie, vars musik hade inspirerat Francis och Santiago när de gick på universitetet, sörjde när bandet slutade: "Jag kände mig väldigt deprimerad dagen när jag fick reda på att Pixies slutat. Vilket slöseri...jag trodde de skulle bli jättestora." Det uttalandet avspeglade vad många artister tyckte, att Pixies borde haft mer kommersiell framgång.
Den mest anmärkningsvärda uttalandet angående Pixies påverkan kan ha varit när Kurt Cobain pratade om hur bandet påverkade Nirvanas "Smells Like Teen Spirit". Han medgav i en intervju med tidningen Rolling Stone i januari 1994 att låten var ett medvetet försök att härma Pixies musikaliska stil:
| ” | Jag försökte skriva den ultimata poplåten. Jag försökte egentligen kopiera Pixies. Jag måste medge det (ler). När jag hörde Pixies första gången kände jag så starka samhörigheter med dem att jag borde ha varit med i bandet - eller åtminstone i ett coverband. Vi använde deras dynamik, att vara mjuk och tyst och sedan högljud och hård. | „ |

Bandet Weezer (som senare gjorde en cover av "Velouria" till hyllningsalbumet Where Is My Mind? Tribute to the Pixies) har angett Pixies som en påverkan till bandets musik och frontmannen Rivers Cuomo sa i en intervju med Addicted To Noise att Pixies "tog mig med storm när jag flyttade till Los Angeles och började upptäcka cool musik." Damon Albarn från Blur har sagt: "När vi började spela ville vi låta som Pixies." Antalet hyllningsalbum till bandet stödjer deras position som en stor påverkan på modern alternativ rock.
WatchMojo.com placerade Pixies på plats 9 på deras lista "Top 10 Alternative Bands of the 1980s". "Weird Al" Yankovic inspirerades av Pixies när han skrev låten "First World Problems" från albumet Mandatory Fun; Yankovic hade tidigare uppträtt tillsammans med bandet där han framförde Pixies låt "I Bleed".

## TV-framträdanden och musikvideor
Pixies uppträdde på flera TV-program innan man drog sig tillbaka första gången 1993, bland annat på The Tonight Show och 120 Minutes i USA och The Word i Storbritannien.
Eftersom bandet hade kontrakt med ett relativt litet alternativt skivbolag, 4AD, när Come on Pilgrim och Surfer Rosa släpptes gjorde man inga musikvideor till dessa två skivor. Från det att man släppte Doolittle, sin första skiva med bolaget Elektra Records, spelade man dock in musikvideor till sina singlar. Videorna var dock ofta enkla, och visade oftast bandet när man spelade sina instrument (till exempel videorna till "Monkey Gone to Heaven", "Head On" och "Debaser".)
När Bossanova släpptes hade bandet utvecklat en stark ovilja att spela in musikvideor, bland annat eftersom Francis vägrade mima till dem. I videon till "Here Comes Your Man" visar både Black och Deal sin ovilja genom att istället för att mima till texten bara öppnar och stänger sina munnar. Enligt skivbolaget var detta en av anledningarna till att Pixies videor aldrig spelades flitigt på MTV.
När "Velouria" som var den första singeln från Bossanova klättrade uppför försäljningslistorna erbjöds bandet att medverka i TV-programmet Top of the Pops. Men en av TV-bolaget BBCs regler var att bara singlar som hade en musikvideo fick framföras i programmet. För att komma runt regeln spelade man in en enkel video med bandmedlemmarna springande nedför ett stenbrott. De tio sekunder som spelades in (det tog tio sekunder för bandet att komma fram till kameran) spelas i videon upp långsamt så att hela låten hinner spelas. Detta var dock förgäves. Pixies spelade aldrig "Velouria" på Top of the Pops. Man gjorde aldrig något framträdande i programmet.

## Priser och prestationer
Även om Pixies aldrig nådde någon större uppskattning från mainstreampubliken under sin korta karriär vann man flera priser från etablerad musikpress samt lokala sådana. Man vann till exempel priset Act of the Year 2004 på Boston Music Awards. Pixies erhöll även uppmärksamhet från bland annat följande musikpublikationer:
- Sounds – Album of the Year: Surfer Rosa – 1988
- Melody Maker – Album of the Year – Surfer Rosa – 1988
- Sounds – Runner up Album of the Year – Doolittle – 1989
- Melody Maker – Single of the Year – "Monkey Gone to Heaven" – 1989
- Melody Maker – Runner Up Album of the Year – Doolittle – 1989[91]
- Sounds – Album of the Year – Bossanova – 1990[92]

## Diskografi

### Studioalbum
- 1987 – Come on Pilgrim (EP)
- 1988 – Surfer Rosa
- 1989 – Doolittle
- 1990 – Bossanova
- 1991 – Trompe le Monde
- 2014 – Indie Cindy
- 2016 – Head Carrier
- 2019 – Beneath the Eyrie

### Samlingsalbum
- 1988 – Surfer Rosa & Come on Pilgrim
- 1997 – Death to the Pixies
- 1998 – Pixies at the BBC
- 2001 – Complete B-sides
- 2004 – Wave of Mutilation: Best of Pixies